# Tysklands Grand Prix 2005
Tysklands Grand Prix 2005 var det tolfte av 19 lopp ingående i formel 1-VM 2005.

## Rapport
Loppet inleddes stökigt med flera påkörningar. Flera förare fick göra depåbesök för att få nya nospartier.
Ledande Kimi Räikkönen fick tekniska problem och tvingades bryta vilket gav segern till Fernando Alonso före Juan Pablo Montoya och Jenson Button.

## Resultat
1. Fernando Alonso, Renault, 10 poäng
2. Juan Pablo Montoya, McLaren-Mercedes, 8
3. Jenson Button, BAR-Honda, 6
4. Giancarlo Fisichella, Renault, 5
5. Michael Schumacher, Ferrari, 4
6. Ralf Schumacher, Toyota, 3
7. David Coulthard, Red Bull-Cosworth, 2
8. Felipe Massa, Sauber-Petronas, 1
9. Christian Klien, Red Bull-Cosworth
10. Rubens Barrichello, Ferrari
11. Nick Heidfeld, Williams-BMW
12. Takuma Sato, BAR-Honda
13. Christijan Albers, Minardi-Cosworth
14. Jarno Trulli, Toyota
15. Jacques Villeneuve, Sauber-Petronas
16. Narain Karthikeyan, Jordan-Toyota
17. Tiago Monteiro, Jordan-Toyota
18. Robert Doornbos, Minardi-Cosworth

### Förare som bröt loppet
- Mark Webber, Williams-BMW (varv 55, för få varv)
- Kimi Räikkönen, McLaren-Mercedes (35, hydraulik)